# Vesperus nigellus
Vesperus nigellus is een keversoort uit de familie Vesperidae. De wetenschappelijke naam van de soort werd in 1963 gepubliceerd door Compte.